# Hubert Jungherz
Hubert Jungherz (* 14. Februar 1896 in Eupen; † 21. März 1975 in Bensberg) war ein deutscher Politiker (SPD). Er rückte im Januar 1960 für den ausgeschiedenen Bundestagsabgeordneten Otto Walpert in den Bundestag nach, dem er noch bis zum Ende der Legislaturperiode 1961 angehörte.

## Leben
Jungherz absolvierte nach dem Schulbesuch eine Ausbildung zum Industriekaufmann und nahm anschließend am Ersten Weltkrieg teil. Danach arbeitete er unter anderem als Lagerverwalter, Einkäufer und Personalleiter. Er schloss sich 1919 der SPD an und wurde 1923 Distriktleiter in Köln-Ehrenfeld. Ab 1931 war er bis zum Verbot der Partei Mitglied im geschäftsführenden Kreisvorstand in Köln, wo er bis 1933 auch Stadtverordneter war.

## Politik
Jungherz trat nach dem Zweiten Weltkrieg erneut der SPD bei und wurde 1947 zum Kreisvorsitzenden der SPD im Rheinisch-Bergischen Kreis gewählt. Vo 1947 bis 1952, und nochmal ab 1958, gehörte er dem Bezirksvorstand Mittelrhein an. Er war mehrere Jahre lang Arbeitsrichter an der Kaufmannskammer in Köln und wurde 1947 in den Rat der Stadt Bensberg gewählt, wo er von 1950 bis 1954 auch als stellvertretender Bürgermeister amtierte. Vom 28. Dezember 1953 bis zum 4. Juli 1954 war er Mitglied des nordrhein-westfälischen Landtags, in den er über die Landesliste gewählt wurde. Dem Deutschen Bundestag gehörte er vom 19. Januar 1960, als er für den ausgeschiedenen Abgeordneten Otto Walpert nachrückte, bis 1961 an. Er war über die Landesliste der SPD Nordrhein-Westfalen ins Parlament eingezogen. Er war dort ab März 1960 stellvertretendes Mitglied im Ausschuss für Gesundheitswesen und im Ausschuss für Wohnungswesen, Bau und Bodenrecht.